# The Loving Spirit

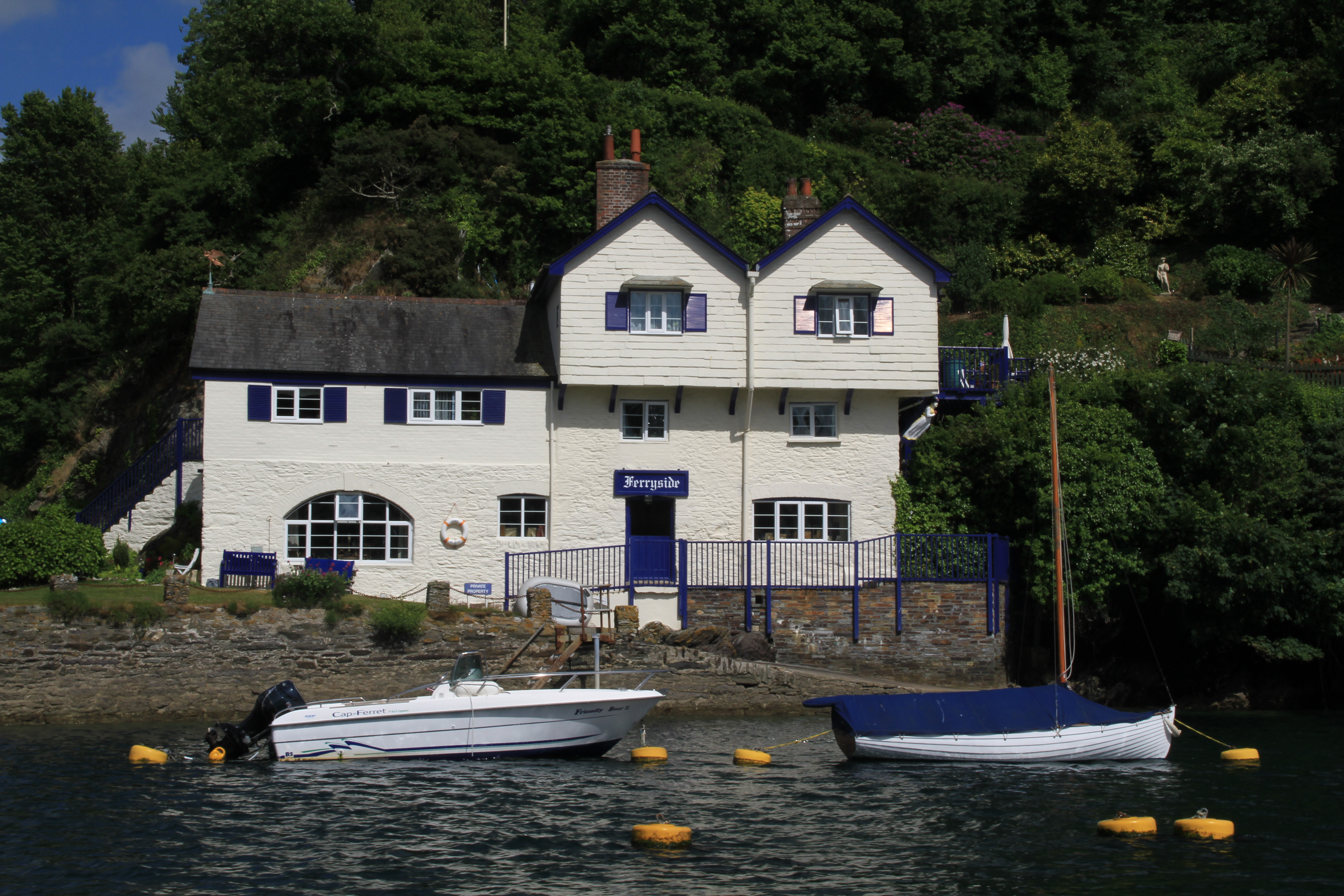
"Ferryside" (Bodinnick), donde se escribió The Loving Spirit

The Loving Spirit (traducido en castellano como Espíritu del amor) fue la primera novela de Daphne du Maurier y fue publicada en 1931 por William Heinemann. El libro toma su nombre de un verso del poema "Self-Interrogation" de Emily Brontë.
Daphne du Maurier empezó a trabajar en el libro en octubre de 1929 en Ferryside, la casa de vacaciones de los du Maurier en Bodinnick, Cornualles. Ferryside está cerca de la ciudad portuaria de Polruan y frente a Fowey, en la costa sur de Cornualles.

## Sinopsis
La novela cuenta la historia de la familia Coombe a lo largo de cuatro generaciones, comenzando con Janet Coombe, Joseph Coombe, Christopher Coombe y Jennifer Coombe.
El libro se basa en hechos y lugares reales, pero se cambian los nombres y Plyn es una amalgama de Fowey y Polruan y el apellido Slade se convierte en Coombe.
La novela presenta a Janet como una joven que se casa con Thomas Coombe, un constructor naval de Plyn. Tienen varios hijos y los chicos siguen a su padre en el negocio familiar, con la excepción de Philip, que se convierte en empleado de la oficina naviera local, y Joseph, que, como Janet, anhela hacerse a la mar. Philip aparece en todos los capítulos del libro y es retratado como una fuerza oscura, retraída y distante del resto de la familia.
Fowey era un puerto muy activo en esa época y Joseph cumple su tiempo a bordo de un buque de comercio marítimo. Con el tiempo, Joseph obtiene su título de capitán y la familia acuerda construir su propio barco y bautizarlo como "Janet Coombe", que luego Joseph capitanea. La tragedia llega cuando Janet, que tiene un corazón débil, fallece el día de la botadura del barco.
El libro pasa a Joseph, quien pasa la mayor parte de su tiempo en el mar y luego se casa con Susan Collins. Su ambición para su hijo menor, Christopher, es que siga sus pasos. Estos planes se ven frustrados cuando Christopher declara su odio por el mar y se produce una ruptura entre padre e hijo. Más tarde, Christopher abandona el Janet Coombe mientras estaba descargando en Londres y Joseph, angustiado por esta noticia, se niega a tener nada más que ver con Christopher. La rivalidad con su hermano Philip se ve alimentada por el cortejo de la misma chica tras la muerte de Susan, la esposa de Joseph. Joseph gana la mano de la niña, pero gradualmente, a medida que la pérdida de vista le impide hacerse a la mar, se vuelve caviloso, se vuelve mentalmente inestable y su joven esposa muere al dar a luz. Escucha a su madre muerta, Janet, llamándolo y se encuentran en las ruinas del castillo en el acantilado, cuando regresa, su hermano Philip lo interna en un asilo.
Christopher regresa a Cornualles con esposa e hijos, pero su padre Joseph ha muerto en el momento de su regreso. Christopher se pone en contacto con su tío Philip para informarse sobre la herencia de su padre y sus acciones en el barco. Philip, que ha ascendido al puesto principal en el negocio naviero, le informa de que no queda nada y que las acciones se utilizaron para pagar los gastos del asilo. Philip tiene poco que ver con el negocio de construcción naval o con sus parientes, pero ordena la remodelación de un barco y luego se niega a pagar. Esto destruye el negocio familiar. Al final de la tercera parte del libro, Christopher muere intentando salvar el Janet Coombe cuando éste se ve sorprendido por el mal tiempo cerca de la entrada del puerto. Salva el barco averiado a costa de su vida y sale de la historia diciendo que ha vencido su miedo al mar. El Janet Coombe nunca volverá a navegar.
La cuarta parte del libro trata de Jennifer Coombe, hija de Christopher. Su madre la lleva de Plyn a Londres y crece con el deseo de regresar a Plyn. Lo hace a los 19 años y se propone vengarse de Philip por haber tratado cruelmente a su padre y a su abuelo. Para ello, se hace amiga de Philip y gasta su riqueza acumulada lo antes posible en reformas y otras buenas causas. Al mismo tiempo, se encuentra con su primo lejano John en el lugar donde el barco, el Janet Coombe, había sido abandonado. A bordo del barco, encuentra las cartas sin abrir de su padre Christopher a su padre. El libro termina con Philip suicidándose e intentando asesinar a Jennifer. Jennifer es rescatada por John y se casan en la iglesia de Lanteglos. El final del libro se hace eco del capítulo inicial del día de la boda de Janet Coombe.

## Antecedentes

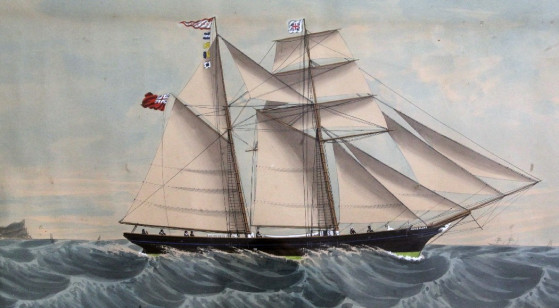
La goleta Jane Slade de Polruan, nombrada en el libro como Janet Coombe

Daphne du Maurier escribió su primera novela tras un descubrimiento casual en Pont Creek de la goleta naufragada Jane Slade,  que lleva el nombre de Janet Coombe (Slade), lo que a su vez la llevó directamente a investigar la historia de la familia Slade y la historia de Jennifer hasta 1929, año en que se escribió el libro.
El mascarón de proa de Jane Slade fue retirado del barco y está  colocado en una viga en Ferryside. Se puede ver al pasar la casa desde el río e incluso desde el lado de Fowey del cruce del ferry. Cerca de la iglesia de Lanteglos es donde Jane Slade (Janet Coombe) se casó y donde Jane y otros miembros de la familia están enterrados.
Daphne du Maurier se casó en la misma iglesia en 1933 con Frederick Browning, quien había decidido visitar Fowey después de leer el libro The Loving Spirit .